# WSBK-TV
WSBK-TV est une station de télévision américaine indépendante de langue anglaise située à Boston dans l'état du Massachusetts appartenant à CBS Corporation. Elle dessert le grand marché de l'est du Massachusetts et le sud du New Hampshire. Ses studios sont situés dans ceux de sa station-sœur WBZ-TV (en) affilié au réseau CBS sur la rue Soldiers Field dans le quartier Brighton de Boston et son émetteur est situé à la limite entre Needham et Wellesley qui diffuse sur le canal UHF 21 (virtuel 38.1) d'une puissance de 163 kW. Elle diffuse aussi la programmation du réseau CBS lorsque WBZ se trouve dans l'impossibilité de diffuser la programmation réseau, par exemple lors de la diffusion d'un match des Patriots de la Nouvelle-Angleterre.
WSBK est aussi une superstation au Canada et aux États-Unis.

## Histoire
WSBK est entré en ondes le 12 octobre 1964 sous le nom de WIHS-TV par Boston Catholic Television Center. Elle a été achetée deux ans plus tard par Storer Broadcasting et a adopté les lettres WSBK-TV, qui représente le Code mnémonique de Storer auprès du New York Stock Exchange, SBK.
En tant que station indépendante, elle a diffusé plusieurs matchs dont les Red Sox de Boston (baseball), les Bruins de Boston (hockey), et les Celtics de Boston (basketball), ainsi que des matchs collégiaux. En plus de films en soirée et des émissions syndiquées, WSBK diffusait aussi des émissions qui ne pouvaient pas être diffusés sur les stations locales de ABC, NBC et CBS jusqu'en 1981. WSBK se retrouvait chez presque tous les câblodistributeurs de la Nouvelle-Angleterre depuis 1975, et était aussi distribué à New York et au New Jersey. En 1990, le FCC a introduit la loi syndex, qui protège l'exclusivité de la programmation des stations locales envers les stations éloignées, et conséquemment WSBK a dù être retiré chez plusieurs câblodistributeurs.
WSBK a été acheté par Kohlberg Kravis Roberts & Co. en 1985, puis à Gillett Communications. Lorsque Gillett a éprouvé des difficultés financières, elle a revendu la station à SCI Television. Cette dernière a déclaré banqueroute en 1993 et a vendu la station à New World Communications en 1993. En 1994, New World a conclu une entente avec Fox afin de changer l'affiliation de ses stations au réseau Fox. WSBK est demeuré indépendant et a dù être mis en vente afin de protéger WFXT. Elle a conséquemment été vendue à Paramount Stations Group (faisant partie de Viacom) qui a affilié WSBK au nouveau réseau UPN en janvier 1995.
La sélection de films n'était pas de même qualité qu'auparavant, les émissions classiques et les dessins animés ont été retirés et remplacés par des talks shows et émissions de télé-réalité, et les cotes d'écoutes étaient en baisse. En 2001, après la fusion de Viacom et CBS Corporation, WSBK déménage ses studios dans ceux de WBZ-TV (en).
Le 24 janvier 2006, les réseaux The WB et UPN ont annoncé leur consolidation en créant un nouveau réseau, The CW qui est entrée en ondes le 18 septembre 2006. L'affiliation de The CW est allé à WLVI qui appartenait à Tribune Company (copropriétaire de The CW) pour une période de 10 ans. Un mois plus tard le 22 février 2006, News Corporation a annoncé le lancement d'un nouveau réseau, MyNetworkTV. WSBK était considéré comme candidat idéal pour l'affiliation, mais CBS annonce au mois de mai que WSBK deviendra une station indépendante. L'affiliation est allé à WZMY situé à Derry (New Hampshire). WSBK-TV est alors revenu à son ancienne appellation, TV 38 le 6 septembre 2006, et présentait un bulletin de nouvelles tous les soirs à 21 h.
WZMY à Derry a eu un changement de propriétaire en mars 2011, et ses lettres d'appel ont changé pour WBIN-TV au mois de mai, abandonnant la marque My TV New England, et a finalement annoncé l'abandon de son affiliation à MyNetworkTV le 15 juin. WSBK est conséquemment devenu un affilié MyNetworkTV depuis le 19 septembre 2011. Le bulletin de nouvelles a été déplacé à 22 h.
L'affiliation à MyNetworkTV prend fin 11 ans plus tard, le 19 septembre 2022, la station redevient indépendante et un bulletin de nouvelles produit par WBZ est diffusé tous les soirs de 20 h à 21 h 30.

## Canada
Au Canada, la station a été ajoutée à la liste des services admissibles en avril 1991.